# Hearts of Iron (computerspel)
Hearts of Iron is een grand strategy ontwikkeld door Paradox Development Studio. Het spel is uitgegeven door Strategy First en kwam in 2002 uit voor Windows en eind 2003 voor OS X. Het is het eerste spel in de Hearts of Iron-serie.

## Plot
Het spel speelt zich af in de jaren 1936-1948 waarin spelers elke natie kunnen besturen tijdens de Tweede Wereldoorlog, om zo allianties te vormen met andere naties.

## Gameplay
Er zijn drie grote allianties in het spel waarin de speler kan deelnemen of wegblijven; de geallieerden, de asmogendheden en de Communistische Internationale. Het spel wordt beëindigd wanneer er een alliantie overblijft, of op middernacht 30 december 1947 waarbij de winnende partij wordt bepaald via een score.

## Ontvangst
Hearts of Iron ontving gemiddelde recensies op aggregatiewebsite Metacritic en heeft een score van 72. Volgens Tom Chick van Computer Games Magazine is het een ambitieus rommeltje, goedbedoeld, maar uiteindelijk een rommeltje.
Het spel werd verboden in China omdat het Tibet, Xinjiang en Mantsjoerije als onafhankelijke naties weergeeft, en Taiwan in Japanse handen. Paradox Interactive gaf aan dat het spel historisch accuraat is, en het de moeizame tijden van China weergeeft, evenals de problemen die de Communistische Partij van China overwon om de Chinese Burgeroorlog te winnen.